# Invasión mongola de Europa
La invasión mongola de Europa fue una invasión realizada por hordas comandadas por Batú Kan, Subotai y Kadan en el siglo XIII, la cual alcanzó Polonia, Hungría y Rumanía después de que los mongoles hubieran conquistado y devastado la Rus de Kiev. Algunos historiadores discuten si la campaña mongola del Este Europeo tuvo alguna importancia macrohistórica. La mayoría de los historiadores militares creen que tales ataques fueron esencialmente advertencias, para asegurar las fronteras occidentales de las conquistas rusas.
Subotai envió espías a Europa central para preparar un ataque allí y el ejército mongol se dividió en tres grupos. De esta forma y tras atacar Kiev, un grupo conquistó Polonia arrasando varias ciudades del sur del país (entre ellas Sandomierz, Lublin y Cracovia) y derrotando a una fuerza combinada de tropas alemanas y polacas bajo el mando de Enrique el Piadoso en la batalla de Liegnitz. Al sur, los mongoles atravesaron los Cárpatos, y en el centro, atravesaron el Danubio. Los tres ejércitos se reagruparon y devastaron Hungría en 1241. Los ejércitos alcanzaron las planicies húngaras en el verano y en la primavera de 1242 su control se extendió hasta Austria y Dalmacia y Bohemia. El ejército, reunido nuevamente, se retiró al río Sajó, donde venció a Bela IV de Hungría en la batalla de Mohi.
Tras la muerte del Gran Kan Ogodei, los planes expansionistas de Subotai de llegar a Austria e Italia se abandonaron y el ejército mongol se retiró; los mongoles no avanzaron más al oeste, concentrándose en la conquista de China.

## Campañas

### Invasión de Polonia
La característica clave de la invasión fue la velocidad e incertidumbre de los avances mongoles. Aunque las fuerzas totales polacas eran mucho más numerosas que los escasos dos tumens mongoles (12-20000 hombres) asignados para derrotarlos, los mongoles atacaron desde varios ejes antes de que los ejércitos polacos pudieran fusionarse en una fuerza unida. Como resultado, los mongoles derrotaron a los múltiples ejércitos polacos en varias batallas y escaramuzas antes de que tuvieran tiempo de organizarse adecuadamente.
El  tumen mongol, que se mudó de la recientemente conquistada Volodymyr-Volynskyi en Rus de Kiev, primero saqueó Lublin, luego asedió y saqueó Sandomierz (que cayó el 13 de febrero). Más o menos en ese momento, sus fuerzas se separaron. Las fuerzas de Orda devastaron Polonia central, moviéndose hasta Wolbórz y llegando tan al norte como Łęczyca, antes de girar al sur y dirigirse vía Sieradz hacia  Breslavia. Baidar y Kadan arrasaron la parte meridional de Polonia, desplazándose a Chmielnik, Cracovia, Opole y finalmente a Legnica, antes de abandonar las tierras polacas en dirección oeste y sur.
Baidar y Kadan derrotaron el 13 de febrero a un ejército polaco bajo el mando del voivoda de Cracovia, Włodzimierz, en la batalla de Tursk. El 18 de marzo derrotaron a otro ejército polaco con unidades de Cracovia y Sandomierz en la batalla de Chmielnik. El pánico se extendió a través de las tierras polacas, y los ciudadanos abandonaron Cracovia, que fue capturada e incendiada por los mongoles el 24 de marzo. Mientras tanto, uno de los más poderosos duques de Polonia, y duque de Silesia, Enrique II el Piadoso, reunió sus fuerzas y aliados alrededor de Legnica (en alemán: Liegnitz). Enrique, para reunir más fuerzas, incluso sacrificó una de las ciudades más grandes de Silesia, Wrocław (Breslau), abandonándola  a los mongoles. Enrique también estaba esperando a Wenceslao I de Bohemia, su cuñado, que venía en su ayuda con un gran ejército.
Mientras consideraba si sitiar Wrocław, Baidar y Kadan recibieron informes de que los bohemios estaban a días de distancia con un gran ejército. Los mongoles se volvieron de Wrocław, no terminando el sitio, para interceptar las fuerzas de Enrique antes de que los ejércitos europeos pudieran encontrarse.
Los mongoles alcanzaron a Enrique cerca de Legnica en un lugar conocido más tarde como Wahlstatt ('Campo de batalla', en el Alto alemán medio; ahora el pueblo de
Legnickie Pole ('Campo de Legnica'). Enrique , además de sus propias fuerzas, fue ayudado por Miecislao II el Gordo (Mieszko II Otyły), así como por los restos de los ejércitos polacos derrotados en Tursk y Chmielnik, miembros de las órdenes militares y un pequeño número de voluntarios extranjeros.
Los mongoles anularon a las fuerzas de Bohemia, que estaban demasiado asustadas para avanzar y ayudar a los húngaros, y derrotó a los húngaros en la batalla de Mohi. Pero las noticias de que el Gran Khan Ogodei había muerto el año anterior junto con desacuerdos entre los príncipes mongoles Batu, Guyuk y Buri hicieron que los descendientes del Gran Khan regresaran a Karakorum, la capital mongol, para asistir al  kurultai que elegiría al siguientes Khagan, y eso probablemente salvase a las tierras polacas de ser completamente sometidas por los mongoles.

### Invasión de Hungría
Cinco ejércitos mongoles separados invadieron Hungría en 1241. El ejército principal, comandado por Batu y Subutai, cruzó el paso Verecke. El ejército de  Kadan y Büri  atravesó el paso de Tihuţa. Dos fuerzas más pequeñas dirigidas por Böchek y el noyan Bogutai  se adentraron en Hungría desde el sudeste. El ejército que había protagonizado la primera invasión de Polonia bajo el mando de Orda y Baidar invadió Hungría desde el noroeste.
Durante el verano y el otoño de 1241, la mayoría de las fuerzas mongolas descansaban en la llanura húngara. A finales de marzo de 1242, comenzaron a retirarse. La razón más común para este retiro es la muerte del Gran Khan Ögedei el 11 de diciembre de 1241, que supuestamente obligó a los mongoles a retirarse a Mongolia para que los príncipes de sangre pudieran estar presentes para la elección de un nuevo gran khan.  Así lo atestigua una fuente primaria: la crónica de Giovanni da Pian del Carpine, quien después de visitar la corte mongola, declaró que los mongoles se retiraron por este motivo; además, afirmó que Dios había causado la muerte del Gran Khan para proteger a la cristiandad latina. Sin embargo, Rashid Al-Din, un alto ministro e historiador del Ilkhanato mongol, declara específicamente que Batu no sabía nada acerca de la muerte de Ogedei cuando decidió retirarse. Afirma que se retiraron de Hungría para sofocar una rebelión cumana, y luego abandonaron Europa más tarde en 1242 porque sentían que habían completado su misión, no debido a la influencia de ninguna fuerza exterior. Rashid tuvo acceso a la historia oficial mongola al escribir la historia de Ilkhanato (Altan Debter). Además, como señala el historiador John Andrew Boyle, la sección donde Rashid aborda la retirada de los mongoles de Europa central tiene una ortografía que indica que tomó esa versión de los eventos directamente de registros mongoles anteriores . Según la narración de Carpini, el mensajero con la noticia tendría que haber viajado desde Mongolia a Europa Central en poco más de 3 meses en pleno invierno. El mismo Carpini había acompañado a una partida mongola en un viaje mucho más corto (desde Kiev a Mongolia) durante el verano y otoño de 1246, donde la partida «viajó a una gran velocidad» para llegar a la ceremonia de elección a tiempo, y utilizó varios caballos por persona mientras viajaban casi todo el día y la noche. Les tomó cinco meses.
La Historia de Yuan no menciona ninguna razón en particular para la retirada, pero no señala que Batu buscase asistir a un kurultai en absoluto, y solo fue convencido de asistir por Subutai en el año 1244, mucho después de que él se había ido Hungría.
Las verdaderas razones de la retirada mongola no se conocen del todo, pero se han propuesto numerosas explicaciones plausibles. La invasión mongola se había estancado en una serie de asedios costosos y frustrantes, en los que conseguían poco botín y se topaban con una dura resistencia. Perdieron una gran cantidad de hombres a pesar de sus victorias (ver arriba). Finalmente, eran débiles en el teatro europeo, y estaban experimentando una rebelión de los cumanos en lo que ahora es el sur de Rusia y el Cáucaso (Batu volvió para enfrentarla, y pasó aproximadamente un año haciéndolo).
Otra teoría lo relaciona con el clima de Europa: Hungría tiene un nivel freático alto y se inunda fácilmente. Un análisis de los anillos de los árboles realizado por investigadores modernos ha descubierto que Hungría tuvo un invierno frío y húmedo a principios de 1242 (que contribuyó a la hambruna), lo que probablemente convirtió la llanura central de Hungría en un enorme pantano. Al carecer de pastos para sus caballos, los mongoles tendrían que haber regresado a Rusia en busca de mejores pastizales.
Los efectos de la invasión mongola fueron tremendos en el reino de Hungría. El peor daño se produjo en las regiones de las llanuras, donde el 50-80% de los asentamientos fueron destruidos. La combinación de las masacres perpetradas por los propios mongoles, las hambrunas inducidas por su búsqueda de alimento y la devastación simultánea del campo por los cumanos que huían dieron como resultado una pérdida estimada del 15-25% de la población húngara, unas 300 000-500 000 personas en total. Los únicos lugares que se sostuvieron frente a los asaltos mongoles fueron aproximadamente ochenta lugares fortificados, incluidos todos los escasos castillos de piedra del reino. Entre estos lugares se encontraban Esztergom, Székesfehérvár y Pannonhalma Archabbey. Sin embargo, esos lugares fueron relativamente pocos; un cronista alemán en 1241 señaló que Hungría «casi no tenía ninguna ciudad protegida por murallas o fortalezas», por lo que la mayoría de las áreas asentadas eran extremadamente vulnerables.
Mientras el rey se mantenía informado de la situación en el resto del país, hizo numerosos intentos de contactar con otros gobernantes europeos, incluidos el papa, el emperador del Sacro Imperio Romano y el rey de Francia. Ninguno de ellos estuvo dispuesto a brindar un apoyo significativo a Hungría, ni durante ni después de la invasión. El papa Gregorio XI convocó una cruzada contra los mongoles, escribió a numerosos príncipes alemanes diciéndoles que reunieran sus fuerzas, y ordenando al clero que protegiera al rey húngaro y a sus súbditos en caso de que buscaran refugio de los mongoles. Sin embargo, advirtió al rey húngaro que era improbable que la ayuda se materializara mientras el emperador del Sacro Imperio permaneciera beligerante y en conflicto con la iglesia.
Su predicción fue en última instancia correcta, ya que el Sacro Imperio Romano Germánico tomó poca parte en la lucha contra los mongoles, solo repelía partidas menores de exploración en Bohemia, Moravia, Baviera y Austria. El emperador Federico II Hohenstaufen, en su carta de advertencia a la Cristiandad, evaluó severamente la situación, pero también trató de usarla como influencia sobre el papado.  Sin embargo, Federico era muy consciente de la amenaza que representaban. Incluso antes de la convocatoria del papa, el emperador Federico II y su hijo, Conrado IV, llamaron a un Landfrieden en toda Alemania. Conrado ordenó a los magnates que moviliasen sus ejércitos, mientras que Federico II les ordenó que fortalecieran sus defensas. Los estados del Sacro Imperio Romano intentaron hundir a los mongoles en asedios a miles de castillos y ciudades fortificadas y luchar contra miles de pequeñas fuerzas huidizas, en lugar de cabalgar para encontrarse con los mongoles en una gran batalla de campo como los húngaros y polacos habían hecho. Una carta escrita por el emperador Federico II, encontrada en el Regesta Imperii, fechada el 20 de junio de 1241 y destinada a todos sus vasallos en Suabia, Austria y Bohemia, incluía una serie de instrucciones militares específicas. Sus fuerzas debían evitar involucrar a los mongoles en batallas de campo, acumular todas las reservas de alimentos en cada fortaleza y fuerte, y armar a todos los posibles levas así como a la población en general. El duque Federico de Austria pagó para que los castillos fronterizos de Austria se fortalecieran por su cuenta. En Bohemia, el rey Wenceslao I, reforzó y aprovisionó cada castillo, y proporcionó soldados y armamento a los monasterios para convertirlos en refugios para la población civil. Al final, estas preparaciones fueron innecesarias, ya que los mongoles nunca lanzaron una invasión a gran escala del Sacro Imperio Romano. Hubo incursiones y asedios de los mongoles en los estados fronterizos del Sacro Imperio a raíz de sus victorias en Polonia y Hungría, en las que las instrucciones de Federico parecían haber sido seguidas, pero fueron asuntos menores y rápidamente abandonados.
El duque de Austria y Estiria, Federico I, aprovechó el caos de la invasión para ocupar tres condados húngaros que luego fortificó. Durante la segunda mitad de 1242, después de la retirada mongola, los húngaros reunieron a sus tropas restantes e invadieron los condados disputados. Combatirian  con poca frecuencia durante los siguientes cuatro años, hasta la batalla del Río Leitha, donde la muerte de Federico resultó en la entrega de los condados a Hungría.

### Invasión de Bulgaria y de Serbia
Durante la invasión mongola de Europa, los tumens mongoles liderados por Batú Kan y Kadan invadieron Serbia y luego Bulgaria en la primavera de 1242 después de derrotar a los húngaros en la batalla de Mohi y asolar las regiones húngaras de Croacia, Dalmacia y Bosnia.

## Campañas posteriores
Tras el gran ataque de 1241, los mongoles aún emprendieron algunos ataques, solo que a pequeña escala. En 1259, lanzaron un nuevo ataque contra Lituania y Polonia, acaudillados por Burundai y Nogai Kan. El ejército de veinte mil hombres saqueó Lublin, Zawichost, Sieradz, Sandomierz, Cracovia y Bytom, en las que se obtuvo un gran botín para financiar la guerra de Berke contra Hulagu. Y aún realizaron una tercera ofensiva en 1287: venturosa al principio, fracasó ante las defensas de Cracovia. 
En 1265, hubo un conflicto en Tracia y, como resultado, el emperador bizantino Miguel VIII Paleólogo dio su hija Eufrosine a Nogai para sellar la paz. En Hungría, aún hubo una segunda tentativa de invasión mongola en 1285, dirigida por Nogai Kan. Después de atacar con éxito Transilvania, tomando ciudades como Brasov, Reghin, Bistrita y Arad, la fuerza invasora fue detenida cerca de Pest por Ladislao IV de Hungría. En  Bulgaria hubo embestidas mongolas en 1271, 1274, 1280 y 1285, y Lituania sufrió nuevos ataques en 1275 y 1277.